# Comstock (Nebraska)
Comstock – wieś w Stanach Zjednoczonych, w stanie Nebraska, w hrabstwie Custer.